# الإيدز في تايلاند

معدل انتشار فيروس نقص المناعة المكتسبة بين البالغين الشباب (15-49) في كل بلد اعتبارًا من عام 2011.

تم حصر أول حالة إصابة بفيروس نقص المناعة المكتسبة (الإيدز) في تايلاند في عام 1984 ومنذ ذلك توفي ما يقارب خمسة ملايين و853030 شخصا في البلاد، شهدت سنة 2008 أكبر حالات انتشار للفيروس في البلاد والتي بلغت مليونا و115415 شخصا من البالغين في مقابل إصابة 532,522 مواطنا تايلانديا.
في عام 2009 كانت نسبة انتشار الفيروس بين البالغين ٪1.3. واعتبارًا من عام 2016، بلغ معدل انتشاره في تايلاند هو الأعلى في جنوب شرق آسيا بنسبة ٪1.1، وهو أعلى معدل انتشار في 109 دولة.
في عام 2011، صنف تقرير برنامج الأمم المتحدة المشترك المعني بفيروس نقص المناعة المكتسبة التايلاند من بين 11 دولة في منطقة آسيا والمحيط الهادئ التي تضم غالبية المصابين بالفيروس في العالم.

## التاريخ
ظهرت أول حالة إصابة بفيروس الإيدز في تايلاند عام 1984 من خلال طالب تايلاندي عائد من كليته في الولايات المتحدة. جرى الكشف المخبري الأول عن الفيروس في عام 1985، في أوائل عام 1988، انتشرت العدوى بشكل هائل.
في البداية تم قمع المعلومات المتعلقة بانتشار المرض بسبب القلق من التأثير على السياحة في البلاد. في عام 1991، اعتمدت الحكومة إستراتيجية لمكافحة المرض، حيث انخفض عدد الإصابات الجديدة في السنوات الأخيرة. وفقا لجمعية أفيرت الخيرية لمكافحة المرض، بلغت التايلاند تصنيف ثاني أعلى معدل انتشار لفيروس نقص المناعة المكتسبة في آسيا في عام 2002 بمعدل 1.8 في المئة. بين عامي 2003 إلى عام 2005 ظل انتشار فيروس نقص المناعة المكتسبة مستقرا بمعدل بلغ 1.4 في المائة.
بحلول عام 2017، انخفض معدل انتشار فيروس نقص المناعة المكتسبة إلى 1.1 في المائة، مع وصول عدد المستفيدين من العلاج المضاد للفيروسات الرجعية إلى 75 في المائة.
تمت أولى حالات الإصابة بالفيروس في تايلاند بين جماعة المثليين. ثم انتشر بسرعة إلى متعاطي المخدرات عن طريق الحقن والمومسات. بين عامي 2003 و2005، كانت هناك زيادة في انتشار الفيروس من 17 إلى 28 في المئة بين الرجال الذين يمارسون الجنس مع الرجال في بانكوك. فيما يتراوح بين متعاطي المخدرات عن طريق الحقن من 30 إلى 50 في المائة. في عام 2005، كانت هناك أكثر من 40 في المائة من حالات العدوى الجديدة بين النساء اللواتي أصيب معظمهن من خلال العلاقات الجنسية الطويلة الأمد مع عشاقهم بسبب انخفاض استخدام الواقي الذكري بين هذه المجموعة. وعلى الرغم من انخفاض معدل انتشار الفيروس في تايلاند، فقد انتقل الوباء إلى عامة السكان.
اعتبارًا من عام 2011، يعد متعاطي المخدرات بالحقن الذين يتراوح عددهم بين 40000 و 97300 شخص في تايلاند من بين أكثر الفئات عرضةً للإصابة بالفيروس.

## الأبحاث
أجرت المراكز الأمريكية لمكافحة الأمراض والوقاية منها بشراكة مع وزارة الصحة العامة التايلاندية دراسة لاختبار فعالية تزويد الأشخاص الذين يتعاطون المخدرات عن طريق الحقن، جرعات يومية من عقار تينوفوفير المضاد للفيروسات الرجعية كإجراء احترازي. في منتصف يونيو 2013، كشفت نتائج الدراسة عن حدوث انخفاض في نسبة الإصابة بفيروس ٪48.9 في المجموعة التي تلقت الدواء مقارنةً بالمجموعة التي خضعت لاختبار بدواء وهمي. حيث صرح الباحث الرئيسي المشرف على الدراسة في مجلة لانسيت الطبية قائلا : «"نحن نعرف الآن أن العلاج الوقائي قبل التعرض للمرض يمكن أن يكون خيارًا حيويًا محتملاً للوقاية من فيروس نقص المناعة المكتسبة لدى الأشخاص المعرضين لخطر شديد بالعدوى، سواء من خلال الانتقال الجنسي أو تعاطي المخدرات عن طريق الحقن"».